# 濟爾尼察
47°49′4″N 36°0′2″E / 47.81778°N 36.00056°E
濟爾尼察（烏克蘭語：Зірниця）是位於烏克蘭東南部的村莊，由扎波羅熱州扎波羅熱区的泰爾努瓦泰市鎮負責管轄。該村始建於1923年，面積0.01平方公里，海拔高度119米，2001年人口92，人口密度每平方公里11,500人。